# Aran Amassa
Aran Amassa és un partit polític occitanista i esquerres d'Aran i té la seu a Viella. El president és Hug de la Rosa i el secretari general Julián Fernández.
Aran Amassa va ser creada com plataforma política l'any 2018 i el seu precedent més immediat és Corròp. Es va registrar com a partit polític el 19 de març de 2019 agrupant persones republicanes i d'esquerres que defensen el dret a l'autodeterminació. La formació es va presentar per primera vegada l'any 2019 a les eleccions al Consell General d'Aran i a les eleccions locals a Bausen, Les, Naut Aran i Vielha e Mijaran, i va entrar amb un regidor als quatre municipis. El 2023 es va presentar en la coalició Acord Municipal amb Esquerra Republicana Occitana a les eleccions municipals obtenint 515 vots (10,54%) i set regidors, i a les eleccions al Consell General d'Aran amb 498 (10,71%) sense obtenir representació.